# Lista de herdeiros aparentes atuais

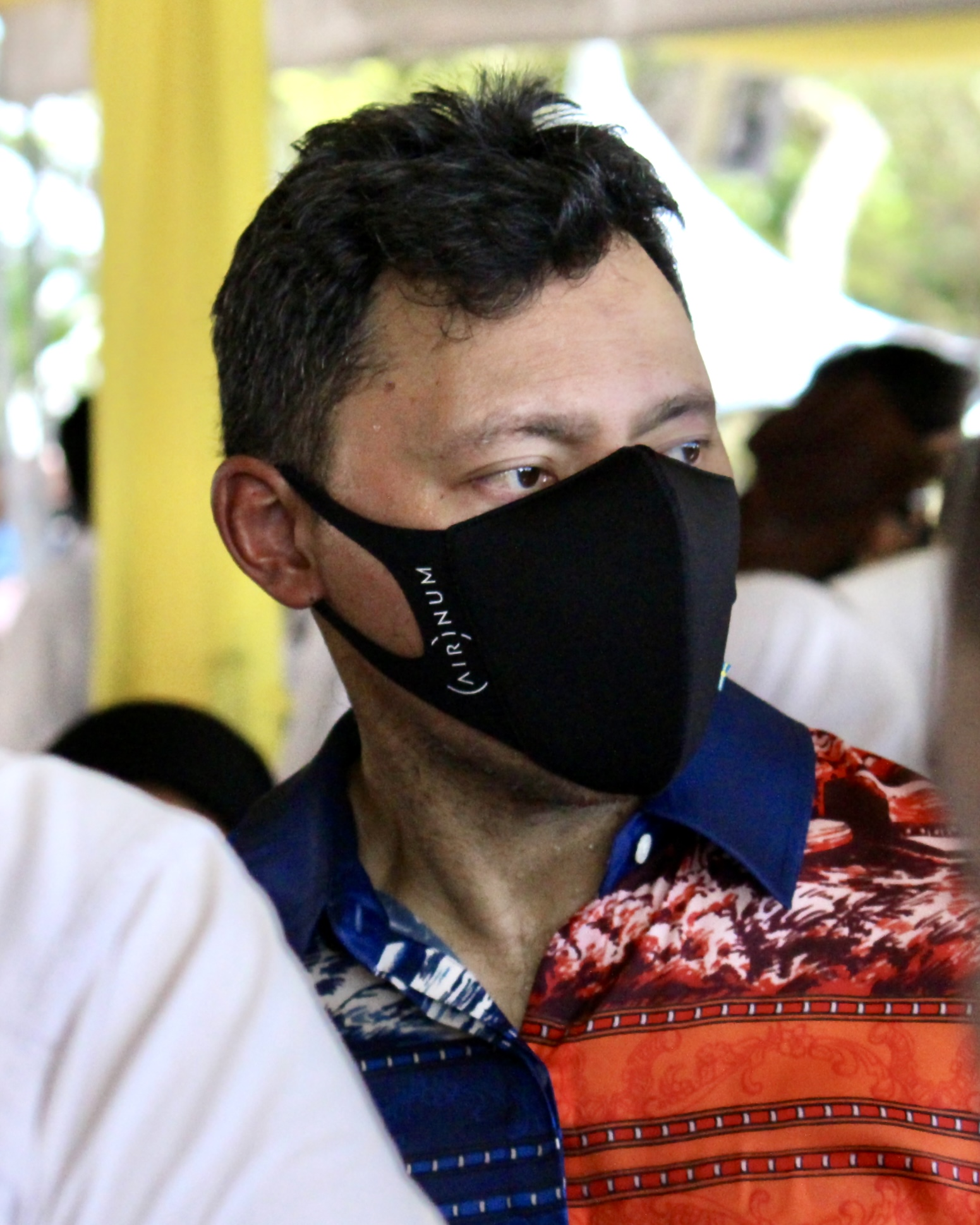
Al-Muhtadee Billah de Brunei, nascido em 1974, é atualmente o herdeiro aparente há mais tempo na posição.

Um herdeiro aparente é o indivíduo que encabeça a linha de sucessão de uma monarquia - forma de governo na qual um Estado é governado por um indivíduo normalmente de forma vitalícia ou até sua abdicação - por conta de seu nascimento, não podendo ser ultrapassado ou substituído pelo nascimento de outros herdeiros.
A maioria dos Estados monárquicos modernos referem-se a seus respectivos herdeiros aparentes como "Príncipe herdeiro" ou "Princesa herdeira", sendo que algumas monarquias mantêm a tradição de intitular seus herdeiros de maneira específica, como é o caso do Príncipe de Gales (no Reino Unido), Príncipe de Orange (nos Países Baixos), Príncipe das Astúrias (na Espanha) e Duque de Brabante (na Bélgica). A maioria dos herdeiros aparentes desempenham funções de governo - em nome de seus soberanos ou eventualmente em seu nome próprio - e costumam participar de eventos da vida pública de seu país, o que costuma ser considerado por analistas políticos como uma espécie de preparação para uma eventual ascensão ao trono.
A existência de herdeiros aparentes não é uma unanimidade entre os regimes monárquicos, sendo que algumas monarquias por conta de seu sistema de governo não admite um sucesso direto ao soberano incumbente. Este é o caso das monarquias eletivas como Andorra, Catar, Essuatíni e Vaticano. Por outro lado, a Espanha não possui atualmente herdeiros aparentes, pois o atual rei Filipe VI possui duas filhas enquanto a sucessão ao trono é regida pela preferência masculina; sendo assim a Princesa Leonor das Astúrias ocupa a condição de herdeira presuntiva. A monarquia da Tailândia atualmente não possui herdeiros aparentes, pois nenhum dos filhos de Rama X foi apontado como tal.

## Herdeiros de monarquias atuais

### Herdeiros aparentes atuais
| Estado         | Imagem | Herdeiro                                                                            | Nascimento                        | Ascensão como herdeiro  | Direito                             |
| -------------- | ------ | ----------------------------------------------------------------------------------- | --------------------------------- | ----------------------- | ----------------------------------- |
| Arábia Saudita |        | Mohammad Príncipe Herdeiro                                                          | 31 de agosto de 1985 (39 anos)    | 21 de junho de 2017     | Filho de Salman                     |
| Barém          |        | Salman Príncipe Herdeiro                                                            | 21 de outubro de 1969 (55 anos)   | 6 de março de 1999      | Primogênito de Hamad bin Isa        |
| Bélgica        |        | Isabel Duquesa de Brabante                                                          | 25 de outubro de 2001 (23 anos)   | 21 de julho de 2013     | Primogênita de Filipe               |
| Butão          |        | Jigme Namgyel Wangchuck Druk Gyalsey                                                | 5 de fevereiro de 2016 (9 anos)   | 5 de fevereiro de 2016  | Filho único de Jigme Wangchuck      |
| Brunei         |        | Al-Muhtadee Billah Príncipe Herdeiro                                                | 17 de fevereiro de 1974 (51 anos) | 17 de fevereiro de 1974 | Primogênito de Hassanal Bolkiah     |
| Dinamarca      |        | Cristiano Príncipe Herdeiro Conde de Monpezat                                       | 15 de outubro de 2005 (19 anos)   | 14 de janeiro de 2024   | Primogênito de Frederico X          |
| Jordânia       |        | Hussein Príncipe Herdeiro                                                           | 28 de junho de 1994 (31 anos)     | 28 de novembro de 2004  | Primogênito de Abdullah II          |
| Lesoto         |        | Lerotholi Seeiso Príncipe Herdeiro                                                  | 18 de abril de 2007 (18 anos)     | 18 de abril de 2007     | Primogênito de Letsie III           |
| Liechtenstein  |        | Aloísio Príncipe Herdeiro Conde de Rietberg                                         | 11 de junho de 1968 (57 anos)     | 13 de novembro de 1989  | Primogênito de Hands-Adam II        |
| Luxemburgo     |        | Guilherme Grão-Duque Herdeiro                                                       | 11 de novembro de 1981 (43 anos)  | 7 de outubro de 2000    | Primogênito de Henrique             |
| Marrocos       |        | Haçane Príncipe Herdeiro                                                            | 8 de maio de 2003 (22 anos)       | 8 de maio de 2003       | Filho de Maomé VI                   |
| Mónaco         |        | Jaime Príncipe Herdeiro de Mônaco Marquês de Baux                                   | 10 de dezembro de 2014 (10 anos)  | 10 de dezembro de 2014  | Filho legítimo de Alberto II        |
| Noruega        |        | ‎Haakon Magno Príncipe Herdeiro                                                      | 20 de julho de 1973 (52 anos)     | 17 de janeiro de 1991   | Filho varão mais velho de Haroldo V |
| Países Baixos  |        | Catarina Amália Princesa de Orange                                                  | 7 de dezembro de 2003 (21 anos)   | 30 de abril de 2013     | Primogênita de Guilherme-Alexandre  |
| Omã            |        | Dhiyazan Príncipe Herdeiro                                                          | 21 de agosto de 1990 (34 anos)    | 12 de janeiro de 2021   | Primongênito de Haitham Al-Saïd     |
| Reino Unido    |        | Guilherme Príncipe de Gales Duque de Rothesay Duque da Cornualha Duque de Cambridge | 21 de junho de 1982 (43 anos)     | 8 de setembro de 2022   | Primogênito de Carlos III           |
| Suécia         |        | Vitória Princesa Herdeira Duquesa da Gotalândia Ocidental                           | 14 de julho de 1977 (48 anos)     | 1 de janeiro de 1980    | Primogênita de Carlos XVI Gustavo   |
| Tonga          |        | Tupoutoʻa ʻUlukalala Príncipe Herdeiro                                              | 17 de setembro de 1985 (39 anos)  | 18 de março de 2012     | Primogênito de Tupou VI             |

### Herdeiros presuntivos atuais
| Estado    | Imagem                        | Herdeiro                         | Nascimento                       | Ascensão como herdeiro | Direito                      | Ref.          |
| --------- | ----------------------------- | -------------------------------- | -------------------------------- | ---------------------- | ---------------------------- | ------------- |
| Catar     |                               | Abdallah bin Hamad Vice-emir     | 9 de fevereiro de 1988 (37 anos) | 25 de junho de 2013    | Filho de Hamad bin Khalifa   |               |
| Espanha   | Leonor, Princesa das Astúrias | Leonor Princesa das Astúrias     | 31 de outubro de 2005 (19 anos)  | 19 de junho de 2014    | Filha de Filipe VI           | [ 9 ] [ 10 ]  |
| Japão     | Príncipe Fumihito             | Fumihito Príncipe Akishino       | 30 de novembro de 1965 (59 anos) | 9 de novembro de 2020  | Irmão de Naruhito            | [ 11 ] [ 12 ] |
| Malásia   | Nazrin Shah de Peraque        | Nazrin Shah Sultão de Peraque    | 27 de novembro de 1956 (68 anos) | 13 de dezembro de 2016 | Filho de Azlan Shah          | [ 13 ]        |
| Tailândia | Dipangkorn Rasmijoti          | Dipangkorn Príncipe da Tailândia | 29 de março de 2005 (20 anos)    | 13 de outubro de 2016  | Filho de Maha Vajiralongkorn | [ 14 ] [ 15 ] |

## Monarquias sem herdeiros
- Andorra — Andorra constitui uma diarquia cujo governo é compartilhado entre Presidente da França e o Bispo de Urgel, seus dois copríncipes. Conforme a lei canônica, o Bispo de Urgel é apontado pelo Papa para um período de governo indefinido. O Presidente da França, por sua vez, é eleito pelo povo francês em sufrágio universal para um mandato de cinco anos.
- Camboja — O Camboja é uma monarquia eletiva e, portanto, não há um herdeiro designado oficialmente durante o reinado de um monarca em específico. O Rei do Camboja é eleito pelo Real Conselho do Trono - composto pelo Primeiro-ministro e pelo presidente da Assembleia Nacional, dentre outros - após a morte ou abdicação de um monarca.[16][17]
- Emirados Árabes Unidos — Os Emirados Árabes Unidos são uma monarquia eletiva cujo soberano, intitulado Presidente dos Emirados Árabes Unidos, é eleito por um conselho ministerial formado pelos governantes de cada um de seus sete emirados. Desde a fundação deste país em 1971, a maioria dos seus soberanos têm sido oriundos da Casa de Nahyan.
- Vaticano — O Papa é citado nas listagens relativas à monarquias na condição de Soberano da Cidade do Vaticano, o menor Estado soberano do mundo e regido por um sistema de monarquia eletiva.[18][19] Durante um pontificado, o Vaticano não possui um herdeiro, sendo o sucessor eleito pelo Colégio dos Cardeais em conclave papal após a morte do Pontífice.[20][21]

## Lista de filhos dos herdeiros aparentes
| Reino | Foto | Herdeiro aparente            | Nascimento                        | Tornou-se Presumido aparente | Relação com o soberano                                                                             |
| --- | ---- | ---------------------------- | --------------------------------- | ---------------------------- | -------------------------------------------------------------------------------------------------- |
| Arábia Saudita |      | Salman bin Salman            |                                   |                              | Filho de Mohammad Príncipe Herdeiro                                                                |
| Barém |      | Isa bin                      | 7 de março de 1990 (35 anos)      | 6 de março de 1999           | Primogênito de Salman bin Hamad                                                                    |
| Brunei |      | Pengiran Muda Abdul Muntaqim | 17 de março de 2007 (18 anos)     | 17 de março de 2007          | Primogênito de Al-Muhtadee Billah Príncipe Herdeiro                                                |
| Japão |      | Hisahito                     | 6 de setembro de 2006 (18 anos)   | 1 de maio de 2019            | Primogênito de Fumihito Príncipe Akishino                                                          |
| Liechtenstein |      | José                         | 24 de maio de 1995 (30 anos)      | 24 de maio de 1995           | Primogênito de Aloísio Príncipe Herdeiro Conde de Rietberg                                         |
| Luxemburgo |      | Carlos                       | 10 de maio de 2020 (5 anos)       | 10 de maio de 2020           | Primogênito de Guilherme Grão-Duque Herdeiro                                                       |
| Noruega |      | Ingrid Alexandra             | 21 de janeiro de 2004 (21 anos)   | 21 de janeiro de 2004        | Primogênita de ‎Haakon Magno Príncipe Herdeiro                                                      |
| Reino Unido · Austrália · Antígua e Barbuda · Barbados · Bahamas · Belize · Canadá · Granada · Ilhas Salomão · Jamaica · Nova Zelândia · Papua-Nova Guiné · São Cristóvão e Neves · Santa Lúcia · São Vicente e Granadinas · Tuvalu |      | Jorge                        | 22 de julho de 2013 (12 anos)     | 8 de setembro de 2022        | Primogênito de Guilherme Príncipe de Gales Duque de Rothesay Duque da Cornualha Duque de Cambridge |
| Suécia |      | Estelle                      | 23 de fevereiro de 2012 (13 anos) | 23 de fevereiro de 2012      | Primogênita de Vitória Princesa Herdeira Duquesa da Gotalândia Ocidental                           |
| Tonga |      | Taufaʻahau Manumataongo      | 10 de maio de 2015 (10 anos)      | 10 de maio de 2015           | Primogênito de Tupoutoʻa ʻUlukalala Príncipe Herdeiro                                              |